# Sopot (Pregrada)
Pour les articles homonymes, voir Sopot (homonymie).
Sopot est un village de la municipalité de Pregrada (comitat de Krapina-Zagorje) en Croatie. Au recensement de 2011, le village comptait 330 habitants.